# La Menace
La Menace is een Frans-Canadese film van Alain Corneau die werd uitgebracht in 1977. 

## Verhaal
Henri Savin leidt een transportfirma in de streek van Bordeaux. Het is echter Dominique, al vele jaren lang zijn vriendin, die de firma in bezit heeft. Sinds enige tijd heeft Henri een minnares, de jonge, heel aantrekkelijke Julie Mauret. Dominique heeft sinds een tijdje weet van hun relatie. Henri staat op het punt Dominique te verlaten en hij biecht haar op dat hij haar graag heeft maar dat hij niet meer van haar houdt. Dominique reageert furieus. 
Wat later achtervolgt ze wanhopig maar vastberaden Julie die naar de citadel van Blaye rijdt waar ze een afspraak met Henri heeft. Daar komt ze dreigend op Julie af en gooit een tas vol bankbiljetten in Julies auto terwijl ze eraan toevoegt dat Julie uit haar leven en dus ook uit dat van Henri moet verdwijnen. Dominique valt Julie aan als die het geld weigert aan te nemen. Het komt tot een handgemeen waarbij Dominique Julie in de buik schopt wanneer Julie haar toesnauwt dat ze een kind van Henri verwacht. Julie slaagt erin aan haar aanvalster te ontsnappen. Dominique blijft radeloos achter en pleegt zelfmoord door van de citadel te springen.   
Julie vertelt Henri diezelfde avond nog van haar ontmoeting. De volgende dag krijgt Henri bezoek van inspecteur Waldeck van de politie, die hem vertelt dat Dominique dood teruggevonden is. Omdat het lichaam sporen van een gevecht vertoont, vermoedt de politie dat ze van de citadel is gegooid. Henri, die zelf een alibi heeft, begrijpt dat de verdenking op Julie kan vallen en raadt haar aan niets te zeggen van haar ontmoeting met Dominique. Maar Waldeck vindt al snel meer dan voldoende aanwijzingen dat Julie die avond op de citadel geweest is en dat ze gevochten heeft. Julie wordt als verdachte gearresteerd. Op aanraden van Henri blijft ze echter alles ontkennen.   
Henri wil openlijk niets doen om Julie te helpen, omdat hij vreest dat men hem van medeplichtigheid zal verdenken. In plaats daarvan verzint hij een gewaagd plan. Tegenover de politie doet hij alsof hij van Julies schuld overtuigd is. Anderzijds maakt hij zijn eigen alibi ongeloofwaardig en zorgt hij voor vervalste aanwijzingen waardoor het lijkt alsof hijzelf Dominique vermoord heeft en de schuld in de schoenen van Julie wilde steken. Dat lukt des te meer omdat Waldeck sympathie voor de opgesloten Julie koestert.   
Als Waldeck overtuigt raakt van Henri's schuld, weet deze net op tijd naar Canada te ontsnappen. Henri leeft daarop een tijd als vrachtwagenchauffeur in een afgelegen streek in Brits-Columbia, terwijl Julie intussen weer vrij is,nog altijd in Bordeaux werkt en intussen een kind van hem heeft.   
Om zijn plan te voltooien fingeert Henri dat hij als chauffeur het slachtoffer wordt van een moord, waarbij zijn tankwagen in een ravijn terechtkomt en in brand schiet. Daardoor wordt hij officieel dood verklaart, zodat hij met Julie een nieuw leven kan beginnen. Maar andere vrachtwagenchauffeurs zien in hem nu de moordenaar van hun omgekomen collega en beginnen een klopjacht op hem...

## Rolverdeling
| Acteur               | Personage               |
| -------------------- | ----------------------- |
| Yves Montand         | Henri Savin             |
| Carole Laure         | Julie Manet             |
| Marie Dubois         | Dominique Montlaur      |
| Jean-François Balmer | inspecteur Waldeck      |
| Marc Eyraud          | onderzoeksrechter Baron |
| Roger Muni           | Bruno                   |
| Jacques Rispal       | Paco                    |
| Michel Ruhl          | meester Leverrier       |
| Gabriel Gascon       | Pannequin               |